# Neosilba oaxacana
Neosilba oaxacana är en tvåvingeart som beskrevs av Mcalpine och Steyskal 1982. Neosilba oaxacana ingår i släktet Neosilba och familjen stjärtflugor. Inga underarter finns listade i Catalogue of Life.